# سرپله تودار
سرپله، روستایی از توابع بخش مرکزی شهرستان خرم‌آباد در استان لرستان ایران است.